# Руандийско-турецкие отношения
Руандско-турецкие отношения — двусторонние дипломатические отношения между Руандой и Турцией.

## Дипломатические отношения
Руанду и Турцию связывают дружеские отношения. Колония Бельгии, но находящаяся в сфере влияния Франции после обретения независимости, Руанда является государством в Центральной Африке, правительство которого пыталось истребить народ тутси с апреля 1994 года. Во время геноцида, потеряв 10 солдат, Бельгия немедленно вышла из Руанды и призвала Организацию Объединённых Наций (ООН) удалить миротворческую миссию, которая находилась там в то время. Турция, утверждая, что миротворческая миссия теперь более актуальна для безопасности Руанды, чем когда-либо, стала сотрудниать с постоянным представителем США при ООН Мадлен Олбрайт, чтобы убедить ООН разрешить 270 солдатам оставаться в Руанде.
У Турции не было национальных ресурсов для вмешательства в Руанду без участия США. Однако президент США Билл Клинтон отказался вмешаться, поскольку граждане США и Конгресс выступили против вмешательства, а указ президента PDD-25 строго ограничил участие США в международных миротворческих миссиях.
После окончания геноцида в Руанде Турция и Соединённые Штаты начали предоставлять иностранную помощь и инвестиции правительству Руанды, при этом Турция предоставляла 13 % всей иностранной помощи для достижения цели Руанды стать Сингапуром Африки.

## Визиты
30—31 мая 2016 года министр иностранных дел Турции Мевлют Чавушоглу посетил Руанду. В ходе было подписано «Соглашение о сотрудничестве в области образования, Меморандум о взаимопонимании по сотрудничеству между министерствами иностранных дел и взаимное освобождение от виз для дипломатических паспортов».
2—3 ноября 2016 года министр торговли и промышленности Руанды Франсуа Канимба принял участие в Форуме экономики и бизнеса «Турция-Африка», который проходил в Стамбуле. 10—11 октября 2018 года премьер-министр Руанды Эдуард Нгиренте посетил Турцию для участия в Форуме экономики и бизнеса «Турция-Африка».
23—25 июня 2019 года министр иностранных дел Руанды Ричард Сезибера посетил Турцию. Этот визит стал первым официальным визитом на уровне министра иностранных дел Руанды в Турецкую Республику.
В декабре 2019 года на 19-м Дохийском форуме в Катаре министр иностранных дел Турции Мевлют Чавушоглу встретился с президентом Руанды Полем Кагаме. В январе 2020 года на Всемирном экономическом форуме в Давосе М. Чавушоглу встретился с министром иностранных дел Руанды Винсентом Бирутой.

## Экономические отношения
Объём торговли между двумя странами в 2018 году составил около 21 млн $, в 2019 году — 32,4 млн $ (экспорт/импорт Турции: 32,4 / 0,183 млн $). Турецкие инвестиции составляют 15 % всех прямых иностранных инвестиций в Руанду.

## Дипломатические представительства
С декабря 2014 года у Турции есть посольство в Кигали. В августе 2013 года в Анкаре открылось посольство Руанды.